# Puszan Asiad Stadion
A Puszan Asiad Stadion egy többfunkciós sportlétesítmény Teguban, Dél-Koreában. Eredetileg a 2002-es ázsiai játékokra épült és a 2002-es labdarúgó-világbajnokságnak is otthont adott. Három csoportmérkőzést rendeztek itt. Befogadóképessége 53769 fő. A Busan IPark otthonául szolgál.

## Események

### 2002-es labdarúgó-világbajnokság
| Dátum           | Pályaválasztó | Eredmény | Vendég                  | Forduló   |
| --------------- | ------------- | -------- | ----------------------- | --------- |
| 2002. június 2. | Paraguay      | 2 – 2    | Dél-afrikai Köztársaság | B csoport |
| 2002. június 4. | Dél-Korea     | 2 – 0    | Lengyelország           | D csoport |
| 2002. június 6. | Franciaország | 0 – 0    | Uruguay                 | A csoport |